# 岡山天音
岡山 天音（おかやま あまね、1994年6月17日 - ）は、日本の俳優。東京都国立市出身。

## 来歴
2008年、テレビドラマに初出演。2009年、NHKテレビドラマ『中学生日記』のオーディションに合格し、『中学生日記シリーズ・転校生(1)〜少年は天の音を聴く〜』で俳優としてデビューした。同作での役名「岡山 天音」をそのまま芸名にする。演技の素晴らしさを感じたことから高校に進学せず芸能活動に専念する。
2011年から芸能事務所ユマニテに所属し、本格的に芸能活動を開始した。同年、『犬とあなたの物語 いぬのえいが』、『嘘つきみーくんと壊れたまーちゃん』、フジテレビ『大切なことはすべて君が教えてくれた』などに出演した。
2014年、20歳のとき映画『チキンズダイナマイト』（飯塚俊光監督、30分）で主役を演じた。
2017年、映画『ポエトリーエンジェル』（飯塚俊光監督）で主演し、第32回高崎映画祭 最優秀新人男優賞を受賞した。
2018年、『かっぱ寿司』のテレビCMで2018 58th ACC TOKYO CREATIVITY AWARDSフィルム部門の演技賞を受賞した。
2018年、映画『愛の病』で、15th ASIAN FILM FESTIVAL 2018（ボローニャ、イタリア）の最優秀男優賞を受賞した。
2025年、ドラマ『ひらやすみ』（NHK）で主人公・生田ヒロト役を演じ、連続ドラマ初主演を果たす。

## 人物
特技は絵を描くこと、趣味はダンス。洋服をリメイクしたり家などを改造したりと、ものづくりが好き。
10代の頃から親交がある菅田将暉から依頼を受け、2023年2月に菅田がリリースした楽曲『美しい生き物』のジャケットイラストを手掛けている。
テレビドラマ『金田一少年の事件簿』シリーズで、被害者と真犯人の両方を演じた最初の俳優である。被害者役は、山田涼介が主人公・金田一一を演じた連続テレビドラマ第4シリーズ『金田一少年の事件簿N(neo)』で演じており、該当のエピソードは2014年7月19日に放送されている。真犯人役は、2022年5月22日に放送された道枝駿佑が一役の連続テレビドラマ第5シリーズ『金田一少年の事件簿』で演じている。さらに、被害者役で出演したエピソードの犯人役は、道枝版の七瀬美雪役である上白石萌歌であり、岡山と上白石は『金田一』においてそれぞれ別シリーズで別役として再共演を果たしている。

## 出演

### 映画
- 犬とあなたの物語 いぬのえいが 「お母さんは心配症」（2011年1月22日、アスミック・エース）
- 嘘つきみーくんと壊れたまーちゃん（2011年1月22日、角川映画）
- Another アナザー（2012年8月4日、東宝） - 山田優 役
- インターミッション（2013年2月23日、オブスキュラ・東北新社）[10] - アマネ役
- 人狼ゲーム（2013年10月26日、AMGエンタテインメント） - 町村誠一郎 役[11]
- 麦子さんと（2013年12月21日、ファントム・フィルム） - 麻生千蔵 役
- 鬼灯さん家のアネキ（2014年9月6日、KADOKAWA / SPOTTED PRODUCTIONS） - 小泉 役
- チョコリエッタ（2015年1月17日、太秦） - 三橋智 役[12]
- チキンズダイナマイト（2015年3月14日、ndjc2014） - 橋本諭吉 役
- 合葬（2015年9月26日、松竹メディア事業部） - 福原悌二郎 役[13]
- 正しいバスの見分けかた（2015年11月15日、スタジオブルー） - 藤田 役[14]※劇場公開：2019年8月23日
- ライチ☆光クラブ（2016年2月13日、日活） - ヤコブ 役
- 黒崎くんの言いなりになんてならない（2016年2月27日、日活） - 服部一翔 役
- ドロメ（2016年3月26日、日本出版販売） - 津田光輝 役
- ディストラクション・ベイビーズ（2016年5月21日、東京テアトル）
- 女ヒエラルキー底辺少女（2016年5月28日） - 池沢幹雄 役
- セトウツミ（2016年7月2日、ブロードメディア・スタジオ） - 堤 役
- 僕らのごはんは明日で待ってる（2017年1月7日、アスミック・エース） - 塚原優介 役[15]
- 帝一の國（2017年4月29日、東宝） - 佐々木洋介 役
- ポエトリーエンジェル（2017年5月20日、アークエンタテインメント） - 玉置勤 役[16]（武田玲奈とW主演）
- 氷菓（2017年11月3日、KADOKAWA） - 福部里志 役[17]
- おじいちゃん、死んじゃったって。（2017年11月4日、マグネタイズ/松竹メディア事業部） - 春野洋平 役[18]
- チェリーボーイズ（2018年2月17日、アークエンタテインメント） - 清水 役[19]
- 神さまの轍-CHECKPOINT OF THE LIFE-（2018年3月17日、エレファントハウス） - 小川洋介 役[20]（荒井敦史とW主演）
- 愛の病（2018年1月6日、AMGエンタテイメント）- 仁志真之助 役[21]
- 空飛ぶタイヤ（2018年6月18日、松竹）- 加藤宏芳 役
- 純平、考え直せ（2018年9月22日、アークエンタテインメント）
- オズランド 笑顔の魔法おしえます。（2018年10月26日、HIGH BROW CINEMA＝ファントム・フィルム） - 吉村 役[22]
- 銃（2018年11月17日、KATSU-do・太秦） - ケイスケ 役[23]
- 翔んで埼玉（2019年2月22日、東映） - 猿橋 役
- きばいやんせ!私（2019年3月9日、アイエス・フィールド） - 下園洋平 役
- 新聞記者（2019年6月28日、スターサンズ＝イオンエンターテイメント） - 倉持大輔 役[24]
- 引っ越し大名!（2019年8月30日、松竹） - 和泉屋新吉 役
- 王様になれ（2019年9月13日、太秦） - 神津祐介 役[25]
- そして、生きる（2019年9月29日、WOWOW）-  久保真二 役[26][注 1]
- 踊ってミタ（2020年3月7日、東映ビデオ） - 三田 役[27]
- ワンダーウォール 劇場版（2020年4月10日、SPOTTED PRODUCTIONS） - 志村 役
- 銃 2020（2020年7月10日、KATSU-do）
- テロルンとルンルン（2020年8月14日、SPOTTED PRODUCTIONS） - 朝比奈類 役[注 2][28]
- 青くて痛くて脆い（2020年8月28日、東宝）- 前川董介 役[29]
- おらおらでひとりいぐも（2020年11月6日、アスミック・エース） - 車メーカーの営業 役[30]
- ホテルローヤル（2020年11月13日、ファントム・フィルム） - 高校教師 役[31]
- FUNNY BUNNY（2021年4月29日、FUNNY BUNNY製作委員会） - 漆原聡 役[32]
- キングダム2 遥かなる大地へ（2022年7月15日、東宝 / ソニー・ピクチャーズ エンタテインメント） - 尾平 役[33][34]
  - キングダム 運命の炎（2023年7月28日、東宝 / ソニー・ピクチャーズ エンタテインメント）[35]
  - キングダム 大将軍の帰還（2024年7月12日、東宝 / ソニー・ピクチャーズ エンタテインメント）[36]
- さかなのこ（2022年9月1日、東京テアトル） - 籾山 役[37][38]
- 百花（2022年9月9日、東宝 / ギャガ） - 永井翔太郎 役[39]
- 沈黙のパレード（2022年9月16日、東宝） - 高垣智也 役[40]
- あの娘は知らない（2022年9月23日、アーク・フィルムズ / レプロエンタテインメント） - 藤井俊太郎 役[41]
- クレイジークルーズ（2023年11月16日、Netflix）[42][43]
- 笑いのカイブツ（2024年1月5日、ショウゲート / アニモプロデュース） - ツチヤタカユキ 役[44][45]
- ある閉ざされた雪の山荘で（2024年1月12日、ハピネットファントム・スタジオ） - 田所義雄 役[46][47]
- Cloud クラウド（2024年9月27日、東京テアトル / 日活） - 三宅 役[48][49]
- 十一人の賊軍（2024年11月1日、東映） - おろしや 役[50]
- アット・ザ・ベンチ 第2編（2024年11月15日、SPOON）※第2編初出はVimeoで2024年4月27日に配信された短編映画。
- アンダーニンジャ（2025年1月24日、東宝） - 猿田 役[51]
- #真相をお話しします（2025年4月25日公開予定、東宝） - 「#真相をお話しします」チャンネル管理人 役[52]
- THE オリバーな犬、(Gosh!!)このヤロウ MOVIE（2025年9月26日公開予定、エイベックス・フィルムレーベルズ） - 三浦 役[53][54]

### テレビドラマ
- 中学生日記 転校生シリーズ(1) 「少年は天の音を聴く」（2009年8月29日、NHK教育） - 岡山天音 役[55]
- 大切なことはすべて君が教えてくれた（2011年1月17日 - 3月28日、フジテレビ） - 桃井天音 役
- 花ざかりの君たちへ〜イケメン☆パラダイス〜2011（2011年7月10日 - 9月18日、フジテレビ） - 落合信志 役
- ティーンコート 第1話・第2話（2012年1月10日・17日、日本テレビ）
- RUN60 第2章（2012年5月9日 - 23日、MBS） - 田山実 役[注 3]
- 黒の女教師（2012年7月20日 - 9月21日、TBS） - 坂口学 役
- 白虎隊〜敗れざる者たち（2013年1月2日、テレビ東京） - 石田和助 役
- 最終特快（2013年3月21日、NHK）
- リアル鬼ごっこ THE ORIGIN（2013年4月9日 - 6月25日、首都圏トライアングル） - 王様 役
- 放課後グルーヴ（2013年4月22日 - 6月24日、TBS） - 福田清春 役
- 半沢直樹 第2部（2013年8月25日 - 9月22日、TBS） - 坂本新之助 役
- 救命病棟24時 第5シリーズ 第8話（2013年8月27日、フジテレビ） - 神谷翔太 役
- 鼠、江戸を疾る 第2話（2014年1月16日、NHK） - 平三 役
- 夜のせんせい（2014年1月17日 - 3月21日、TBS） - 若杉公則 役
- 恋文日和 第9話（2014年3月3日、日本テレビ） - 金子 役
- 金田一少年の事件簿N（neo） 第1話（2014年7月19日、日本テレビ） - 泉谷シゲキ 役
- 近キョリ恋愛〜Season Zero〜 第1・12話（2014年7月19日・10月11日、日本テレビ） - 桐谷 役
- 家族狩り 第4話 - 最終話（2014年7月25日 - 9月5日、TBS） - 実森勇治 役
- 金田一耕助VS明智小五郎ふたたび（2014年9月29日、フジテレビ） - 阿野田一平 役
- すべてがFになる（2014年10月21日 - 12月23日、フジテレビ） - 浜中深志 役
- 玉川区役所 OF THE DEAD 第10話（2014年12月5日、テレビ東京）
- ドS刑事 第4話（2015年5月2日、日本テレビ） - 猫田 役
- サマー・ストーカーズ・ブルース（2015年9月26日、フジテレビ） - ジュンジュン 役[56]
- 世にも奇妙な物語 25周年記念!秋の2週連続SP〜傑作復活編〜「ハイ・ヌーン」（2015年11月21日、フジテレビ）- 男学生 役
- 黒崎くんの言いなりになんてならない（2015年12月22日・23日、日本テレビ） - 服部一翔 役
- 世界はひばりを待っている（2015年12月28日、NHK BSプレミアム） - 新子の弟 役
- 99.9-刑事専門弁護士- 第2話（2016年4月24日、TBS） - 木内光 役
- この街の命に（2016年4月2日、WOWOW） - 末吉隆也 役[57]
- 遺産相続弁護士 柿崎真一 第2話（2016年7月14日、読売テレビ・日本テレビ） - 吉田清彦 役
- 神の舌を持つ男 第6話（2016年8月12日、TBS） - 二若刑事 役
- 獄門島（2016年11月19日、NHK BSプレミアム） - 了沢 役
- 道子とキライちゃんの相談室 第1話（2017年1月12日（11日深夜）、フジテレビ） - 轟 役[58]
- 小河ドラマ 織田信長（2017年3月25日、時代劇専門チャンネル） - AD原田 役[59]
- 貴族探偵（2017年4月17日 - 6月26日、フジテレビ） - 常見慎吾 役
- 連続テレビ小説 ひよっこ（2017年、NHK） - 新田啓輔 役[60]
- ザ・ブラックカンパニー（2018年2月4日 - 2018年3月11日、フジテレビONE TWO NEXT） - 如月雅也 役[61]
- 正義のセ 第6話（2018年5月16日、日本テレビ） - 浅田謙人 役
- 記憶（2018年3月21日 - 6月6日、フジテレビ） ‐ 池田先生 役
- 平成物語 SEASON 1（2018年3月24日 - 31日、フジテレビ）- 平成 役
- ゼロ 一獲千金ゲーム（2018年7月15日 - 9月16日、日本テレビ） - 佐島ヒロシ 役[62]
- 京都発地域ドラマ ワンダーウォール（2018年7月25日、NHK BSプレミアム） - 志村 役[63][64]
- ほんとにあった怖い話 夏の特別編2018「見えない澱」（2018年8月18日、フジテレビ） - 駒田和哉 役
- 部活、好きじゃなきゃダメですか?（2018年10月 - 12月、日本テレビ） - 廣島役（第10話のみ顔出し）
- I''s（ 2018年12月21日 - 2019年1月18日、2019年3月8日 - 4月26日、BSスカパー!） - 瀬戸一貴 役[65]
- ゆうべはお楽しみでしたね（2019年1月7日 - 2月11日、MBS） - さつきたくみ 役（本田翼とW主演）[66]
- ちょい☆ドラ2019「斬る女」（2019年1月12日、NHK） - 「僕」役
- デザイナー 渋井直人の休日（2019年1月18日 - 4月5日、テレビ東京） - 杉浦ヒロシ 役[67]
- 平成物語 SEASON 2 第2話（2019年3月20日、フジテレビ）- 朝倉 役（特別出演）
- 週休4日でお願いします（2019年3月29日、NHK） - 高橋直人 役（飯豊まりえとW主演）[68]
- 東京二十三区女（2019年4月12日 - 5月17日、WOWOW） - 島野仁 役
- ヴィレヴァン! -名古屋が生んだ奇跡のギリギリな物語-（2019年5月13日 - 6月25日、メ〜テレ） - 杉下啓三 役
- そして、生きる（2019年8月4日 - 9月8日、WOWOW）- 久保真二 役[69]
- 同期のサクラ（2019年10月9日 - 12月16日、日本テレビ） - 土井蓮太郎 役[70]
- 柳生一族の陰謀（2020年4月11日、NHK BSプレミアム） - 徳川家光 役[71]
- レンタルなんもしない人 第2話（2020年4月15日、テレビ東京）- 城戸隆志 役
- おしゃ家ソムリエおしゃ子! 第2話（2020年7月22日、テレビ東京） - 多摩美大 役[72]
- 当確師（2020年12月27日、テレビ朝日）- 関口健司 役
- 神様のカルテ 第1話（2021年2月15日、テレビ東京）- 橘仙介 役[73]
- バイプレイヤーズ 〜名脇役の森の100日間〜 第9話（2021年3月6日、テレビ東京）- 岡山天音 役[74]
- ドラマ 星影のワルツ（2021年3月7日、NHK）[75]
- 東京怪奇酒 第4話（2021年3月13日、テレビ東京）- 岡山天音 役
- 緊急取調室 第4シリーズ 第3話（2021年7月22日、テレビ朝日） - 石倉衆二 役[76][77]
- グラップラー刃牙はBLではないかと考え続けた乙女の記録ッッ（2021年8月20日 - 10月1日、WOWOW） - 竹野航平 役[78]
- オリバーな犬、 (Gosh!!) このヤロウ（NHK総合） -  三浦 役
  - シーズン1（2021年9月17日 - 10月1日）[79]
  - シーズン2（2022年9月20日 - 10月4日） [80]
- 最愛（2021年10月15日 - 12月17日、TBS） - 藤井隼人 役[81]
- WOWOWオリジナルドラマ にんげんこわい 第2話「辰巳の辻占」（2022年2月13日、WOWOW）- 伊之助 役[82]
- ミステリと言う勿れ 第6話・第7話・第10話（2022年2月14・21日、3月14日、フジテレビ） - 下戸陸太 役[83]
- 星新一の不思議な不思議な短編ドラマ『ボッコちゃん』（2022年4月5日、NHK BS4K・BSプレミアム）[84]
- 恋なんて、本気でやってどうするの?（2022年4月18日 - 6月20日、関西テレビ・フジテレビ） - 内村克巳 役[85]
- 金田一少年の事件簿 第4話（2022年5月22日、日本テレビ） - 鷺森弦 役[86]
- 直ちゃんは小学五年生（2022年10月6日 - 13日、テレビ東京） - はずちん 役[87]
- サ道 〜2022年冬〜（2022年12月25日、テレビ東京） - センセイ 役[88]
- いちげき（2023年1月3日、NHK総合・NHK BS4K） - 仙太 役[89]
- やっぱそれ、よくないと思う。（2023年1月6日、テレビ朝日） - 石橋渉 役[90]
- 大奥「3代・徳川家光×万里小路有功 編」（2023年1月10日 - 、NHK総合） - 村瀬正資 役[91]
- 旅屋おかえり「長野編」（2023年1月30日・31日、NHK BSプレミアム）- 矢野部俊郎 役[92]
- 日曜の夜ぐらいは…（2023年4月30日 - 7月2日、朝日放送テレビ） - 市川みね 役[93][94]
- ああ、ラブホテル 〜秘密〜 第1話「運命の2人」（2023年5月19日、WOWOW） - 横山桐人 役[95]
- 藤子・F・不二雄 SF短編ドラマ『どことなくなんとなく』（2023年6月4日、NHK BSプレミアム・NHK BS4K） - 天地 役[96]
- こっち向いてよ向井くん（2023年7月12日 - 9月13日、日本テレビ） - 武田元気 役[97][98]
- ノンレムの窓 2023・冬 第3話「デスゲーム」（2023年12月25日、日本テレビ） - 日田友一 役[99]
- ユーミンストーリーズ 第3話「春よ、来い」（2024年3月18日 - 21日、NHK総合） - 千崎倫也 役[100]
- ケの日のケケケ（2024年3月26日、NHK総合・NHK BSプレミアム4K） - 和泉斧助 役[101][102]
- アンメット ある脳外科医の日記（2024年4月15日 - 6月24日、関西テレビ・フジテレビ） - 綾野楓 役[103][104]
- パーセント（2024年5月11日 - 6月1日、NHK総合・NHK BSプレミアム4K） - 町田龍太郎 役[105]
- ライオンの隠れ家（2024年10月11日 - 12月20日、TBS） - 青年・X 役[106]
- 令和の三英傑!（2024年12月11日・18日、中京テレビ・日本テレビ） - 藤吉 役[107]
- 大河ドラマ べらぼう〜蔦重栄華乃夢噺〜 第11回 -（2025年3月16日 - 、NHK） - 倉橋格（恋川春町） 役[108][109]
- どうせ死ぬなら、パリで死のう。（2025年3月16日、NHK総合） - 昼間吉人 役[110]
- ひらやすみ（2025年秋〈予定〉 - 、NHK総合） - 生田ヒロト  役[111]

### ラジオドラマ
- FMシアター（NHK-FM）
  - 「踏切の向こう側」（2018年5月12日） - 阿部修司 役[112]
  - 「荒地のひと」（2019年9月7日） - 亮太 役[113]
  - 「桜、降るとき」（2020年3月7日） - 朝倉俊介 役[114]
  - 「夜のまちと昼のまち」（2023年8月19日） - 前川錠 役[115]

### バラエティ
- 痛快TV スカッとジャパン（2015年10月26日、11月30日、2016年2月8日、8月1日、フジテレビ）

### 舞台
- 袴垂れはどこだ（2011年11月17日 - 30日、すみだパークスタジオ倉）
- ビビを見た!（2019年7月4日 - 7月15日、 KAAT神奈川芸術劇場）
- hana-1970、コザが燃えた日-（2022年1月9日 - 2月11日）※東京、大阪にて上演。宮城公演は全公演中止
- VAMP SHOW ヴァンプショウ（2022年8月8日 - 28日、PARCO劇場 ほか） - 島寿男 役[116][117]
- TRAIN TRAIN TRAIN（2025年11月26日 - 30日〈予定〉、東京芸術劇場 プレイハウス）[118][119]

### WEBドラマ
- 嘘つきみーくんと壊れたまーちゃんスピンオフ・ムービー episode.0 「回遊と誘拐」（2010年12月10日、ムービーゲート）[120]
- コレカラ（2012年9月3日 - 、auビデオパス）
- 24時間女優-待つ女-（ひかりTV）  
  - 第3回（2013年11月22日） - 和夫 / 王子 役
  - 第8回（2014年2月14日） - 大場周 役[注 4]
- センチメンタルカラス（2014年1月6日、YouTube）
- ゆうべはお楽しみでしたね 外伝（2019年2月8日、U-NEXT） - さつきたくみ 役（本田翼とW主演）
- 深夜食堂 シーズン2 第5話（2019年10月31日、Netflix） - 小谷の青年期 役
- 岡山県広報ムービー『ぽつり、岡山』（2019年12月4日） - 池尻幸一 役 [121]
- THE LIMIT 第4話「ベランダ男」（2021年3月26日、Hulu） - 入江 役
- 箱庭のレミング（2021年6月24日、ABEMA） - 川村貴夫 役[122][123]
- No Activity／本日も異状なし（2021年12月17日、Amazon Prime Video） - 一条 役[124]
- 恋マジのウラ撮っちゃって、どうするの? #3.5（2022年5月2日、GYAO!） - 内村克巳 役

### MV
- 竹友あつき「いちぬけた」（2014年9月10日）
- 忘れらんねえよ「いいひとどまり」(2017年6月19日、Youtube)
- ano「愛してる、なんてね。」（2024年8月21日）
- アイナ・ジ・エンド「花無双」（2025年3月14日）[125]

### CM
- 東京ガス（2014年）
- TOYOTA TOYOTA NEXT ONE 「THE WORLD IS ONE」（2015年）
- 第一三共ヘルスケア「ミノン」（2015年）男性のお仕事 役 共演 大島優子[126]
- KDDI「au」
  - 「森家シリーズ」（2016年 - 2018年）
  - 「三太郎シリーズ」（2020年 - ）- 一休役
- リクルート「ホットペッパー」（2016年）[127]
- ダイハツ工業「ミライース」（2017年 - 2018年）
- キリンビール「一番搾り」（2021年）
- Schick  ハイドロシリーズ 「選ぶ基準」篇（2021年）
- サントリー ジムビーム（2024年3月5日 - ）[128]

### 劇場アニメ
- BLUE GIANT（2023年2月17日公開、東宝映像事業部） - 玉田俊二 役[129]